# Victor Babeș
Victor Babeș (lire « Babèche », parfois francisé en Babès) né le 4 juillet 1854 à Vienne et mort le 19 octobre 1926 à Bucarest, est un médecin, anatomo-pathologiste et microbiologiste roumain, un des précurseurs de la bactériologie et de l'immunologie. Il a notamment fourni d'importantes contributions pour la connaissance de la rage, de la lèpre, de la diphtérie, de la tuberculose.

## Biographie
Il naît à Vienne, alors capitale de l'empire d'Autriche, d'un père roumain né dans le Banat, Vincențiu Babeș (ro), avocat, journaliste et homme politique, membre fondateur de l'Académie roumaine en 1866, et d'une mère autrichienne allemande, Sophia née Goldschneider. Après avoir abandonné des études musicales au Conservatoire de Budapest, il se rend à Vienne où il s'engage dans la voie médicale. Dès 1874, il est nommé maître de conférence à la faculté de Bucarest puis professeur associé à la chaire d'histopathologie de la Faculté de médecine entre 1881 et 1887. Il complète sa formation en séjournant à Munich, Heidelberg et Strasbourg. En 1885-1886, il fréquente les laboratoires Rudolf Virchow et de Robert Koch à Berlin. Attiré par les découvertes de Louis Pasteur, il part pour Paris et travaille plusieurs mois à l'Institut Pasteur entre 1883 et 1886, puis avec Victor André Cornil.
En 1885 il découvre le parasite sporozoaire de la tique appelé Babesia et qui cause la fièvre du Texas ou fièvre de Nantucket, nommée depuis « babésiose ». La même année il signe avec Victor André Cornil la première édition du premier traité de bactériologie jamais publié. Une troisième édition revue et augmentée, datant de 1890, comportera deux volumes.
Il est le premier à démontrer la présence du bacille de la tuberculose dans l'urine des patients infectés. Il est l'un des fondateurs de la sérothérapie et le premier à introduire en Roumanie le vaccin contre la rage.
Il devient professeur de pathologie et de bactériologie à l'université de médecine et pharmacie Carol Davila de Bucarest.
Il est membre de l'Académie roumaine en 1893, membre correspondant étranger de l'Académie de médecine en 1892, et officier de la Légion d'honneur[Quand ?].

## Éponymie
- babesiose
- parasites Apicomplexa du genre Babesia
- granules de Babeș-Ernst[3],[4]
- nodules ou corpuscules de Babeș[5]

## Œuvres et publications

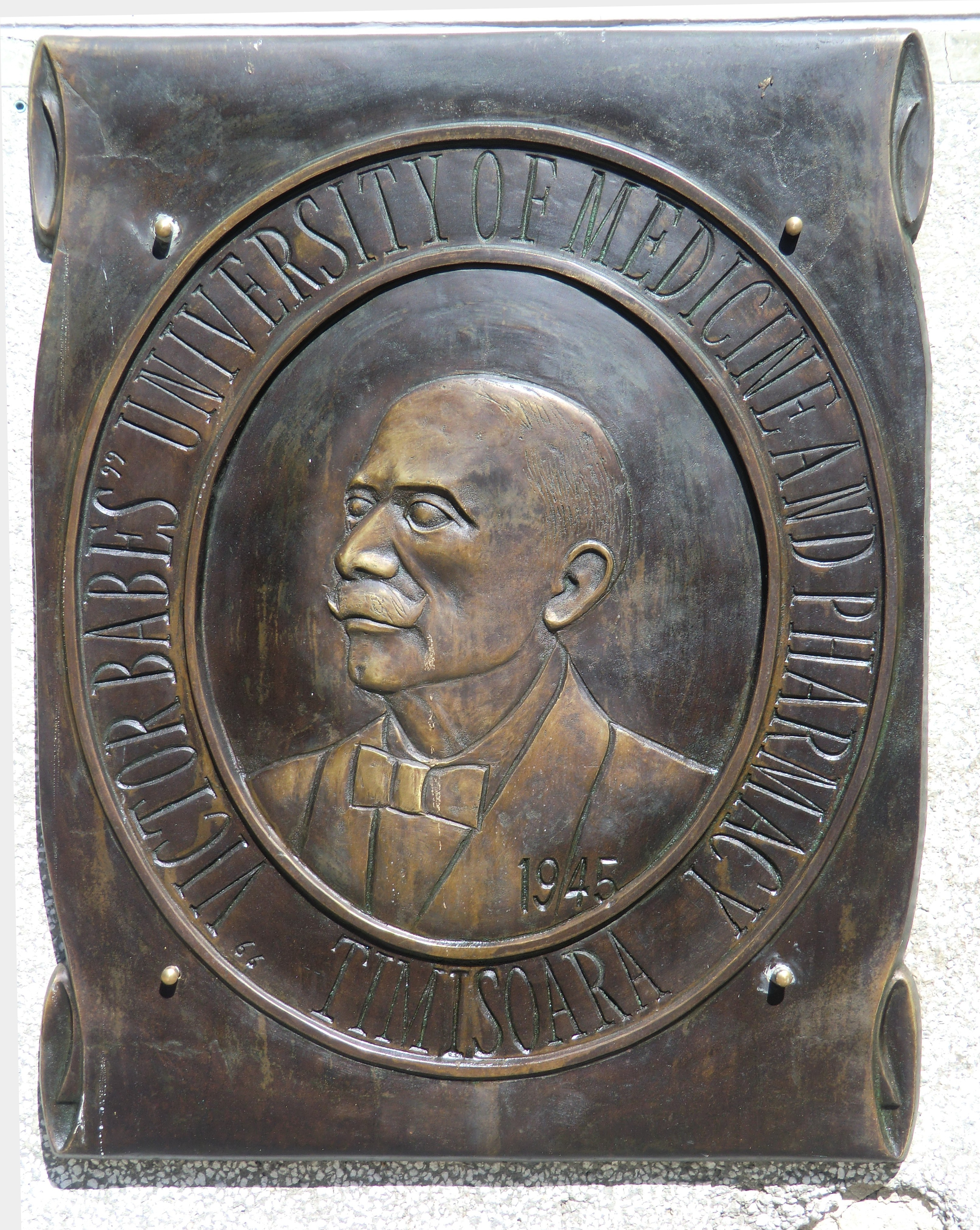
Plaque commémorative de l'Université de médecine et pharmacie Victor Babeș de Timișoara.

- (de) Über Poliomyelitis anterior, 1877.
- (de) Über die selbständige combinirte Seiten- und Hinterstrangsclerose des Rückenmarks, [Virchows] Archiv für pathologische Anatomie und Physiologie und für klinische Medicin, Berlin, 1876.
- (de) Ueber einen im menschlichen Peritoneum gefundenen Nematoden, [Virchows] Archiv für pathologische Anatomie und Physiologie und für klinische Medicin, Berlin, volume LXXXI.
- (de) Studien über Safraninfärbung, 1881.
- (de) Bakterien des rothen Schweisses, 1881.
- (de) Eine experimentelle Studie über den Einfluss des Nervensystems auf die pathologischen Veränderungen der Haut, with Arthur von Irsay, Vierteljahresschrift für Dermatologie.
- « Note sur les bacilles de la tuberculose et sur leur topographie dans les tissus altérés par cette maladie », avec Victor André Cornil, extrait de: Journal de l'anatomie et de la physiologie normales et pathologiques de l'homme et des animaux, 1883, lire en ligne sur Gallica.
- « Note sur le siège des bactéries dans la variole, la vaccine et l'érysipèle », [communication faite à la Société médicale des hôpitaux dans la séance du 10 août 1883, par MM. Cornil et Babès], extrait de: L'Union médicale, 1884, lire en ligne sur Gallica.
- Les bactéries et leur rôle dans l'anatomie et l'histologie pathologiques des maladies infectieuses (2e édition revue et augmentée...), F. Alcan (Paris), 1886, lire en ligne sur Gallica.
- (de) Über isoliert färbbare Antheile von Bakterien, Zeitschrift für Hygiene, Leipzig, 1889, 5: 173-190.
- Les bactéries et leur rôle dans l’anatomie et l’histologie pathologiques des maladies infectieuses, avec Victor André Cornil, 2 vol., avec atlas, Félix Alcan (Paris) 1890:

1. tome premier lire en ligne sur Gallica.
2. tome second lire en ligne sur Gallica.

- « Observations sur la morve », in: Archives de médecine experimentale et d’anatomie pathologique, 18.91, 3:619-645.
- (de) Atlas der pathologischen Histologie des Nervensystems, avec Georges Marinesco and Paul Oscar Blocq, Berlin, Hirschwald, 1892.
- (de) Untersuchungen über Koch's Kommabacillus, [Virchows] Archiv für pathologische Anatomie und Physiologie und für klinische Medicin, Berlin.
- Communications faites au Congrès français de médecine (deuxième session, Bordeaux, 1895) : [1°note sur des myèlites infectieuses ; 2°sur les streptocoques et sur les épidémies de complications des maladies], impr. de G. Gounouilhou (Bordeaux), 1896, lire en ligne sur Gallica.
- (de) Untersuchungen über den Leprabazillus und über die Histologie der Lepra, Berlin, 1898.
- (de) Beobachtungen über Riesenzellen, Stuttgart, 1905.
- (de) Über die Notwendigkeit der AbVerfahrens der Wutbehandlungänderung des Pasteur'schen, Zeitschrift für Hygiene und Infektionskrankheiten, Leipzig, 1908, 58:401-412.
- Traité de la rage, Baillière et fils (Paris), 1912, lire en ligne sur Gallica.

## Décoration
- Officier de la Légion d'honneur

## Prix et distinctions

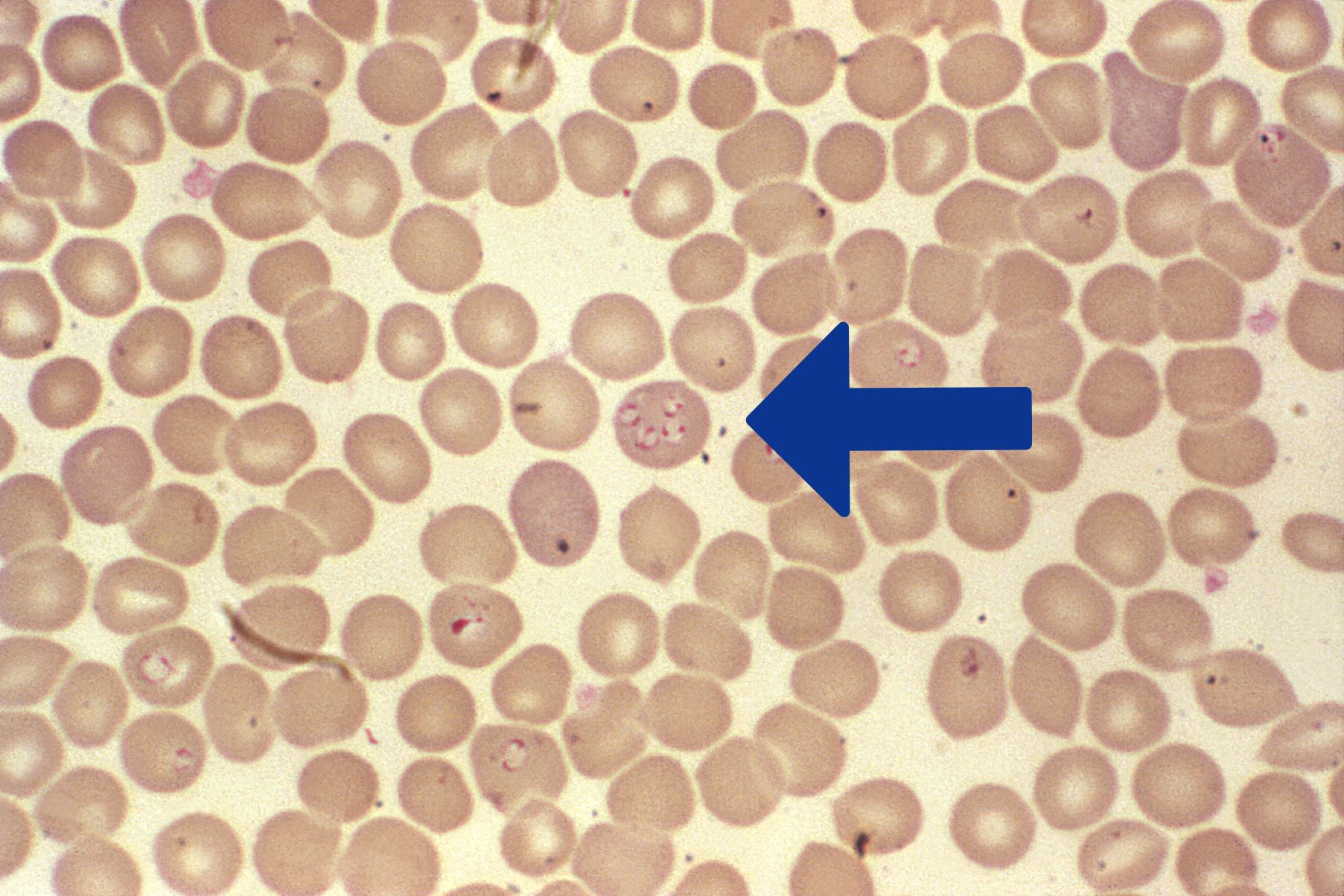
Hématies contenant Babesia sp.

- Élu membre correspondant étranger de l'Académie de médecine le 26 juillet 1892[6].
- Prix Montyon en 1886 et 1924.
- Prix Bréant en 1913.

## Hommages
L'université Babeș-Bolyai de Cluj-Napoca et l'université de médecine et pharmacie Victor Babeș de Timișoara portent son nom.